# Anodendron gracile
Anodendron gracile là một loài thực vật có hoa trong họ La bố ma. Loài này được (King & Gamble) Mabb. mô tả khoa học đầu tiên năm 1996.